# Стрілець A
Стрілець А — комплексне джерело радіовипромінювання, розташоване в центрі нашої Галактики. Складається з об'єктів Стрілець A*, «Стрілець А Схід» і «Стрілець А Захід».

## Стрілець А Схід
Імовірно, залишок наднової, що вибухнула в період від 35 000 до 100 000 років тому, внаслідок наближення до об'єкта Стрілець A*[джерело?]; діаметр залишку становить приблизно 25 світлових років.

## Стрілець А Захід
Із Землі об'єкт має вигляд спіралі з трьома рукавами, є комплексом із трьох газопилових хмар, що обертаються навколо об'єкта Стрілець A* зі швидкістю 1 000 км/с. Зовнішній шар хмар іонізований. Джерелом іонізації є скупчення масивних зір[джерело?].

## Стрілець A*
Об'єкт, імовірно, є надмасивною чорною дірою.